# William Frawley
William Clement Frawley (Burlington, 26 de fevereiro de 1887 — Hollywood, 3 de março de 1966) foi um ator norte-americano de teatro, televisão e cinema. Embora, Frawley já atuou em mais de 100 filmes, é mais conhecido por seu trabalho na televisão, interpretando Fred Mertz em I Love Lucy.
Frawley iniciou a sua carreira no vaudeville em 1914 com a sua mulher, Edna Louise Broedt. Apresentou-se na Broadway por diversas vezes e assinou um contrato com a Paramount Studios em 1916 para atuar em filmes mudos. Trinta e cinco anos depois, em 1916, entrou em mais de 100 filmes.

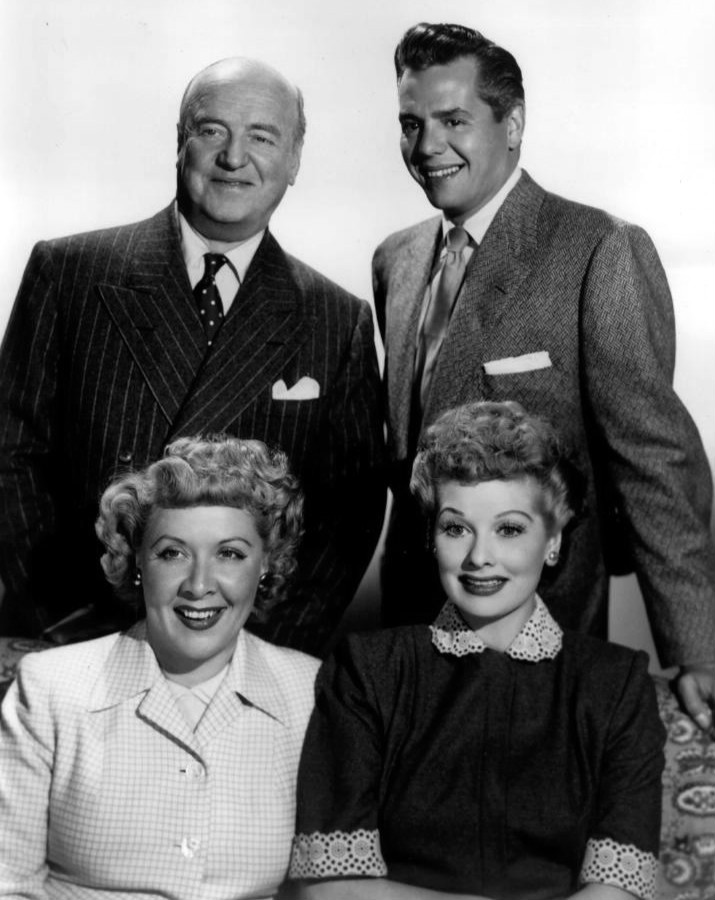
O elenco de I Love Lucy (sentido horário): William Frawley, Desi Arnaz, Lucille Ball, Vivian Vance

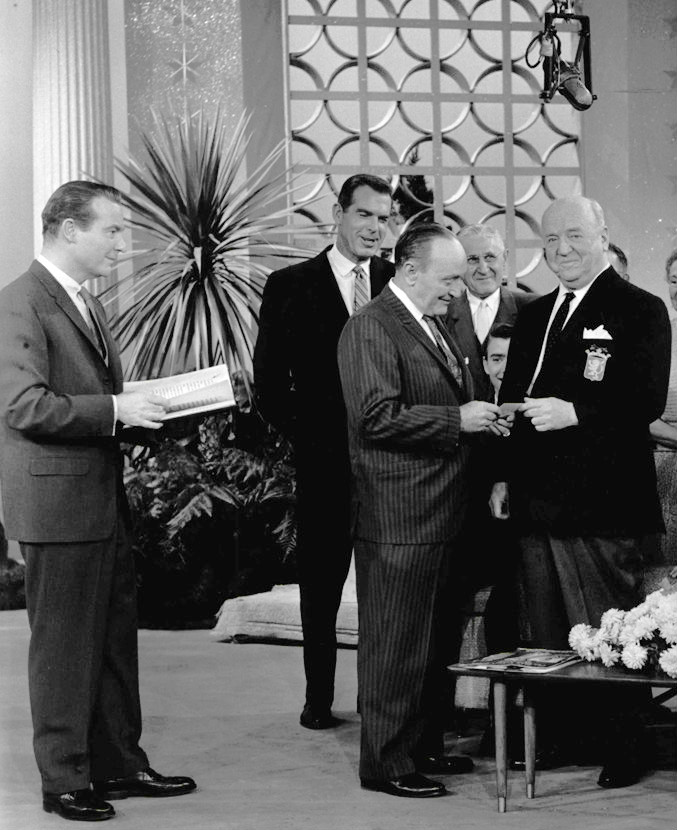
Enquanto aparecia em My Three Sons, Frawley foi o tema de This Is Your Life em janeiro de 1961. Ele recebeu um passe vitalício de beisebol de Fred Haney dos Angels Fred MacMurray também fez parte do show.

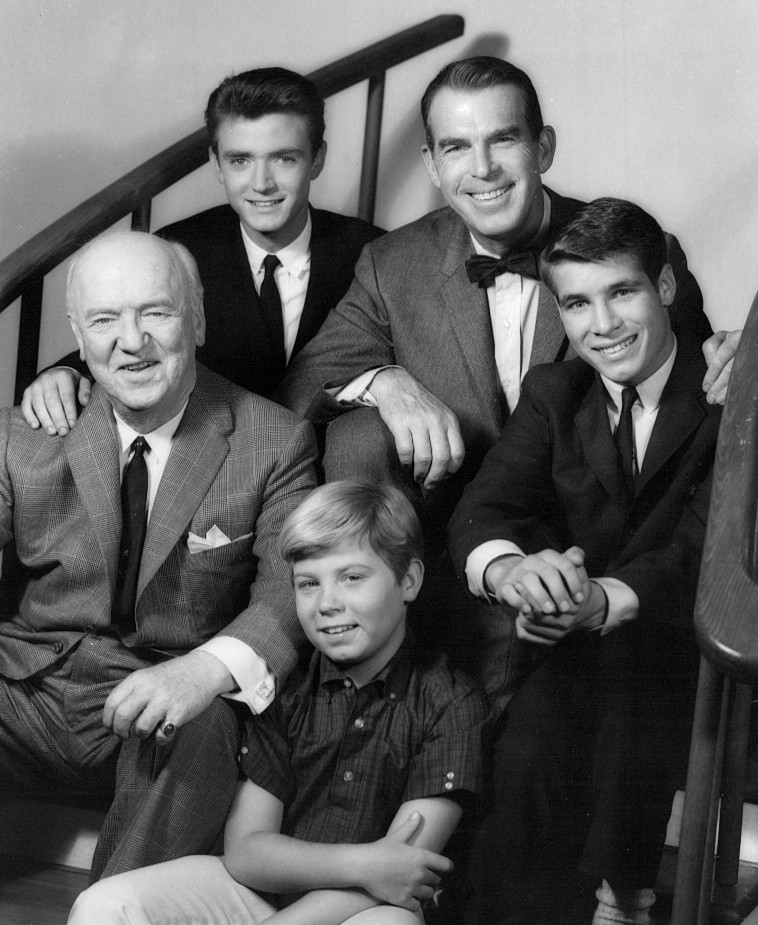
No sentido horário, a partir da esquerda: William Frawley, Tim Considine, Fred MacMurray, Don Grady e Stanley Livingston em My Three Sons (1962)

## Filmografia
- Lord Loveland Discovers America  (1916) como Tony Kidd
- Persistent Percival (1916, Short) como Billy
- Should Husbands Be Watched? (1925, curta) como Beat Cop
- Ventriloquist (1927, assunto curto listado no banco de dados BFI ) como vendedor 'Hoak'
- Turkey for Two (1929, curta) como condenado
- Fancy That (1929, curta) como Percy
- Moonlight and Pretzels (1933) como Mac
- Hell and High Water (1933) como Milton J. Bunsey
- Miss Fane's Baby Is Stolen (1934) como capitão Murphy
- Bolero (1934) como Mike DeBaere
- The Crime Doctor (1934) como Fraser
- The Witching Hour (1934) como capataz do júri
- Shoot the Works (1934) como Larry Hale
- The Lemon Drop Kid (1934) como William Dunhill
- Here Is My Heart (1934) como James Smith
- Car 99 (1935) como Sargento Barrel
- Hold 'Em Yale (1935) como Sunshine Joe
- Alibi Ike (1935) como capitão
- College Scandal (1935) como Chefe de Polícia Magoun
- Welcome Home (1935) como Painless
- Harmony Lane (1935) como Edwin P. 'Ed' Christy
- It's a Great Life (1935) como tenente McNulty
- Ship Cafe (1935) como Briney O'Brien
- Strike Me Pink (1936) como Mr. Copple
- Desire (1936) como Sr. Gibson
- F-Man (1936) como Detetive Rogan
- The Princess Comes Across (1936) como Benton
- Three Cheers for Love (1936) como Milton Shakespeare
- The General Died at Dawn  (1936) como Brighton
- Three Married Men (1936) como Bill Mullins
- Rose Bowl (1936) como Soapy Moreland
- High, Wide, and Handsome (1937) como Mac
- Double or Nothing (1937) como John Pederson
- Something to Sing About (1937) como Hank Meyers
- Blossoms on Broadway (1937) como Frances X. Rush
- Mad About Music (1938) como Dusty Turner
- Professor Beware (1938) como Snoop Donlan
- Sons of the Legion (1938) como Tio Willie Lee
- Touchdown, Army (1938) como Jack Heffernan
- Ambush  (1939) como Inspetor JL Weber

- St. Louis Blues (1939) como Maj. Martingale
- Persons in Hiding (1939) como Alec Inglis
- The Adventures of Huckleberry Finn (1939) como o 'Duque'
- Rose of Washington Square (1939) como Harry Long
- Ex-Champ (1939) como Mushy Harrington
- Grand Jury Secrets (1939) como Olhos Brilhantes
- Night Work (1939) como Bruiser Brown
- Stop, Look and Love (1939) como Joe Haller
- The Farmer's Daughter (1940) como Scoop Trimble
- Opened by Mistake  (1940) como Matt Kingsley
- Those Were the Days! (1940) como prisioneiro (sem créditos)
- Untamed (1940) como Les Woodbury
- Golden Gloves (1940) como Emory Balzar
- Rhythm on the River (1940) como Mr. Westlake
- The Quarterback (1940) como treinador
- One Night in the Tropics (1940) como Roscoe
- Dancing on a Dime (1940) como Mac
- Sandy Gets Her Man (1940) como Chefe de Polícia JA O'Hara
- Six Lessons from Madame La Zonga  (1941) como Chauncey Beheegan
- Footsteps in the Dark (1941) como Hopkins
- Blondie in Society (1941) como Waldo Pincus
- The Bride Came COD (1941) como Sheriff McGee
- Cracked Nuts (1941) como James Mitchell
- Public Enemies (1941) as Bang
- Trate 'Em Rough (1942) como' Pé-quente '
- Roxie Hart (1942) como O'Malley
- It Happened in Flatbush  (1942) como Sam Sloan
- Give Out, Sisters (1942) como Harrison
- Wildcat (1942) como Oliver Westbrook
- Moonlight in Havana (1942) como Barney Crane
- Gentleman Jim (1942) como Billy Delaney
- We've Never Been Licked  (1943) como caixeiro viajante
- Larceny with Music (1943) como Mike Simms
- Whistling in Brooklyn (1943) como Detetive Ramsey
- The Fighting Seabees (1944) como Eddie Powers
- Going My Way (1944) como Max Dolan - o editor (sem créditos)
- Minstrel Man (1944)
- Lake Placid Serenade (1944) como Jiggers
- Flame of Barbary Coast (1945) como 'Smooth' Wylie
- Hitchhike to Happiness (1945) como Sandy Hill

- Lady on a Train (1945) como Sargento de Polícia Christie
- Ziegfeld Follies (1946) como Martin ('Um bilhete de sorteio')
- The Virginian (1946) como Honey Wiggen
- Rendezvous with Annie (1946) como Gen. Trent
- The Inner Circle (1946) como Det. Tenente Webb
- Crime Doctor's Man Hunt (1946) como Inspetor Harry B. Manning
- Hit Parade of 1947 (1947) como Harry Holmes
- Monsieur Verdoux (1947) como Jean La Salle
- Milagre na 34th Street (1947) como Charlie Halloran
- I Wonder Who's Kissing Her Now (1947) como Jim Mason
- Mother Wore Tights (1947) como Mr. Schneider
- Down to Earth (1947) como Tenente de Polícia
- Blondie's Anniversary (1947) como Sharkey, the Loan Shark
- My Wild Irish Rose (1947) como William Scanlon
- Texas, Brooklyn e Heaven (1948) como Agente
- The Babe Ruth Story (1948) como Jack Dunn
- Good Sam (1948) como Tom Moore
- Joe Palooka in Winner Take All (1948) como Knobby Walsh
- The Girl from Manhattan (1948) como Mr. Bernouti
- Chicken Every Sunday  (1949) como George Kirby
- The Lone Wolf and His Lady (1949) como Inspetor JD Crane
- Home in San Antone (1949) como O'Fleery
- Red Light (1949) como escriturário de hotel
- The Lady Takes a Sailor (1949) como Oliver Harker
- East Side, West Side (1949) como Bill, o Bartender
- Blondie's Hero (1950) como Marty Greer
- Kill the Umpire (1950) como Jimmy O'Brien
- Kiss Tomorrow Goodbye (1950) como Byers
- Pretty Baby (1950) como Corcoran
- Abbott e Costello encontram o homem invisível (1951) como o detetive Roberts
- The Lemon Drop Kid (1951) como Gloomy Willie
- Rhubarb (1951) como Len Sickles
- Rancho Notorious (1952) como Baldy Gunder
- I Love Lucy (1953, recurso inédito) como Fred Mertz / Ele mesmo
- The Dirty Look (1954, curta)
- Better Football (1954, Short) como ele mesmo
- Safe at Home! (1962) como Bill Turner

## Televisão, trabalhos selecionados
- I Love Lucy (1951–1957)
- The Lucille Ball-Desi Arnaz Show (1957–1960)

- The Ford Show, Starring Tennessee Ernie Ford (1957)
- My Three Sons (1960–1965)

- The Lucy Show (1965 cameo, one episode)